# Slither.io
Slither.io (slither = englisches Wort für „rutschen, glitschen“) ist ein Massively Multiplayer Online Game (MMO), das von Steve Howse 2016 veröffentlicht wurde. Es ist ein Browserspiel, bei dem es darum geht, einen Charakter, dessen Aussehen einer Schlange ähnelt, zu steuern. Das Spiel ist im Browser spielbar, jedoch auch auf iOS und Android erschienen. Das Spielziel ist es, die größte Schlange im Spiel zu werden.
Das Konzept von slither.io ähnelt agar.io sowie dem klassischen Computerspiel Snake. Slither.io erlangte nicht zuletzt durch entsprechende Videos prominenter Youtube-Produzenten wie PewDiePie oder Paluten große Bekanntheit. In App-Stores wie Apples App Store oder dem Google-Play-Store erreichte das Spiel hohe Platzierungen in den App-Charts.

## Gameplay

### Spielziel
Das Spielziel ist, die längste Schlange auf dem Spielfeld zu haben. Dies wird durch das Aufnehmen von Punkten erreicht.

### High-Speed-Modus
Im High-Speed-Modus wird die Geschwindigkeit der eigenen Schlange wesentlich erhöht. Der Modus, der bei der Browserversion mit der Leertaste oder der linken Maustaste aktiviert wird, sorgt jedoch dafür, dass die Schlange kontinuierlich an Größe verliert und der Punktestand sinkt. Die so verlorenen Punkte tauchen als Punktespur hinter der Schlange auf. Die verlorenen Punkte und somit auch der Wert der Auftauchenden ist größer, je höher der Punktestand der Schlange ist.
Der High-Speed-Modus kann taktisch genutzt werden, indem andere Spieler überholt, ihnen der Weg abgeschnitten und sie eingeschnürt werden können.

### Punkte
Jeder aufgenommene Punkt wird gezählt und führt zum Längen- und Dickenwachstum der Spielfigur. Die Punkte auf dem Spielfeld erscheinen zum einen zufällig, zum anderen stoßen sie die Spielfiguren als Punktespur im High-Speed-Modus aus.
Es können auch fliehende Punkte in der Nähe von Spielern auftauchen, diese können nur durch eine Verfolgung im High-Speed-Modus gesammelt werden, denn sie entfernen sich, wenn ein Spieler sich ihnen nähert.
Je nach Ursprung eines Punktes hat dieser einen unterschiedlichen Wert und somit auch einen unterschiedlichen Einfluss auf den Punktestand.
| Ursprung            | Wert |
| ------------------- | ---- |
| zufällig gewachsen  | 1–5  |
| zerfallene Schlange | 9    |
| High-Speed-Modus    | 1–5  |
| fliehende Punkte    | 50   |

### Spielende
Berührt der Kopfteil einer Schlange den Körper einer anderen, wird diese Schlange zerstört. Sie zerfällt wiederum in Punkte, die aufgenommen werden können.
Das Spiel ist auch zu Ende, wenn man das Ende des kreisförmigen Spielgebiets erreicht. Dort findet man eine rote Begrenzung vor. Wenn man diese berührt, endet das Spiel. Bei diesem Spielende zerfällt die Schlange jedoch nicht in Punkte, sondern löst sich einfach auf.

### Offlinegameplay
Gespielt werden kann sowohl im Online- als auch Offlinemodus. Bei der Offline-Variante tritt der Spieler gegen eine KI an.

### Ähnlichkeit zu anderen Spielen
Das Gesamtkonzept von slither.io wird mit dem 2015 erschienenen agar.io sowie dem klassischen Computerspiel Snake verglichen. Das Onlinemagazin Boing Boing betonte die Ähnlichkeit von Slither.io mit dem Spiel Osmos aus dem Jahr 2009. In einem Review auf Spiegel Online werden Parallelen zu Achtung, die Kurve! gezogen.

## Rezeption

### Spielerschaft
Slither.io errang sowohl im Google-Play-Store unter Android als auch im App-Store von iOS eine große Beliebtheit. Es erreichte im Play-Store eine „Top-10“ Platzierung in den „Apps-Top-Charts“ mit mehr als 10 Millionen Downloads und 1 Million Bewertungen. Im App Store erreichte es eine „Top-20“ Platzierung in den iTunes-Charts. Außerdem verzeichnete slither.io nach der Veröffentlichung ein weltweit hohes Suchvolumen auf Google.

### Presse
Auch die Presse befasste sich mit slither.io, so schrieb zum Beispiel der Spiegel Online:
„Kein Gratisspiel ist derzeit so beliebt wie ‚Slither.io‘, das geschickt zwei Minispiel-Klassiker kreuzt. Wir haben die App ausprobiert – und ärgerten uns dabei über die Technik.“
Oder auch das Webportal netzwelt.de:
„Slither.io ist ein tolles Spiel für zwischendurch, welches eine Menge Spaß bringt.“

### Videoproduzenten
Slither.io erreichte einen großen Teil seiner Aufmerksamkeit durch Webvideoproduzenten auf YouTube, so zum Beispiel durch ein Video von PewDiePie, das bis August 2016 rund 6 Millionen Mal aufgerufen wurde. Auch im deutschsprachigen Raum wurden YouTube-Videos zum Spiel veröffentlicht, die mit jeweils über einer Million Aufrufe viel Aufmerksamkeit in der Öffentlichkeit erzielten.